# Maldição do Superman

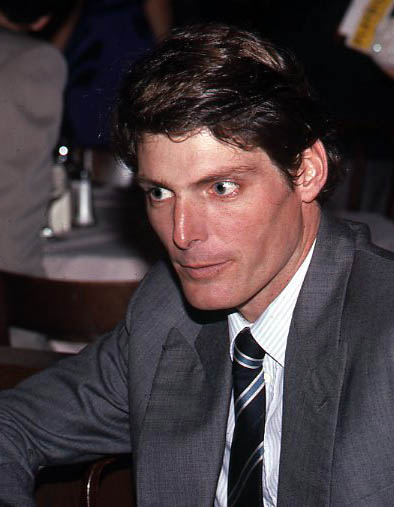
Christopher Reeve sendo entrevistado em 10 de Outubro de 1985.

A Maldição do Superman refere-se a uma série de eventos ruins que ocorreram com pessoas envolvidas nas adaptações do personagem que supostamente teria uma ligação com uma maldição, com as principais vítimas sendo atores que interpretaram o personagem. A "maldição" é frequentemente associada com George Reeves, que atuou na série de televisão As Aventuras do Superman de 1952 a 1958, e que foi encontrado morto aos 45 anos de idade com um ferimento na cabeça causado por um tiro. Oficialmente, a morte de George Reeves foi considerada suicídio, embora haja teorias de que ele tenha sido assassinado. Além de George Reeves, Christopher Reeve, que interpretou o super-herói em quatro filmes de 1978 a 1987, também é bastante associado à essa suposta maldição, já que em 1995 sofreu um acidente que o deixou tetraplégico e morreu em 2004, aos 52 anos de idade, em decorrência de uma insuficiência cardíaca.
A maldição é mencionada sempre que algo ruim ocorre aos atores e aos demais profissionais que trabalharam nas adaptações de Superman, tanto que alguns agentes de talentos citaram a maldição como a razão para ser difícil para interpretar no cinema.
Outra explicação coloca que a suposta maldição é nada mais que uma coincidência.

## Intérpretes do Superman que foram vítimas
Abaixo está uma lista dos atores que interpretaram o Superman e que supostamente teriam sido vítimas

### Kirk Alyn
Kirk Alyn interpretou Superman, em dois filmes seriados, sendos eles Superman (1948) e Homem Atômico vs Superman (1950). Apesar de ter se tornado conhecido por causa do papel, depois do segundo filme Kirk Alyn não conseguiu mais papeis de destaque devido a ser associado com o personagem, fazendo apenas trabalhos menores nos anos posteriores como narrações, comerciais e pontas em filmes. Uma dessas pontas foi como o pai de Lois Lane em Superman: O Filme (1978). Alyn mais tarde desenvolveu Alzheimer e morreu em 1999 aos 88 anos de idade.

### Bud Collyer
Bud Collyer dublou o personagem na animação Superman (1941) e teve uma consolidada carreira na televisão americana. Em 1966 ele voltou a dublar para a série animada As Novas Aventuras do Superman e três anos mais tarde morreu em decorrência de problema no aparelho circulatório aos 61 anos de idade.

### Lee Quigley
Lee Quigley, que interpretou o bebê Kal-El no filme de 1978, morreu em 1991 aos 14 anos devido a problemas com drogas inalantes.

### George Reeves
George Reeves interpretou Superman em 1951 no filme Superman e os Homens Toupeira, que serviu de piloto para a série de televisão As Aventuras do Superman, na qual Reeves interpretou o personagem também. Assim como Alyn, por estar associado demais ao personagem ele não conseguiu outro trabalho de destaque. Em 16 de junho de 1959, dias antes de se casar, Reeves foi encontrado morto em seu quarto com um ferimento na cabeça causado por um tiro, e a sua Luger havia sido encontrada perto dele quando encontraram o corpo. A morte foi considerada como sendo resultado de suicídio, mas há teorias que mostram que este não foi o caso, como por exemplo o fato das impressões digitais de Reeves nunca terem encontrados na arma que ele teria usado para cometer e o suicídio, e o fato de que ele tinha um caso com a esposa do executivo da MGM Eddie Mannix, o que levanta a possibilidade de que a morte de George Reeves teria sido encomendada e forjada para parecer suicídio. Foi a morte dele que criou a ideia da maldição do Superman.

### Christopher Reeve
Christopher Reeve interpretou Superman/Clark Kent em quatro filmes, sendo eles Superman: O Filme (1978), Superman II (1980), Superman III (1983) e Superman IV: Em Busca da Paz (1987). Assim como seus dois antecessores, Kirk Alyn e George Reeves, Christopher Reeve teve praticamente apenas Superman como trabalho de maior destaque em sua carreira como ator, com grande parte dos papéis que ele pegou posteriormente em sua carreira serem apenas de coadjuvantes. Contudo, deve-se notar que mesmo que Reeve não tenha tido um outro trabalho de destaque tão grande quanto o Superman, ele foi mais bem sucedido que Alyn e Reeves, já que seu outro trabalho mais famoso como ator, além do Superman, foi no filme Em Algum Lugar do Passado, além de outros filmes que foram elogiados pela crítica e ter conseguido que o filme Street Smart, no qual ele interpretou um jornalista que chega à fama escrevendo uma história falsa, fosse feito. Outra fator também a ser considerado para a razão de Reeve não ter um currículo tão extenso e tendo apenas Superman como seu maior trabalho se deve ao próprio ator ter recusado papéis que se tornariam de grande destaque. Como por exemplo, Reeve se recusou a interpretar Martin Riggs em Máquina Mortífera, papel que foi então passado para Mel Gibson e que se tornou um dos seus maiores trabalhos como ator. Reeve também se recusou a interpretar Allen Bauer do filme Splash, personagem que acabou sendo interpretado por Tom Hanks; recusou o papel de Dan Gallagher de Atração Fatal que foi interpretado por Michael Douglas; recusou o papel de Mason Verger de Hannibal, papel que foi dado a Gary Oldman e recusou dois papéis que acabaram sendo interpretados por Richard Gere, sendo eles o de Julian Kaye de Gigolô Americano e o de Edward Lewis em Uma Linda Mulher.Mas o grande fator que coloca ator como a principal vítima da maldição juntamente com George Reeves foi o acidente que ocorreu em 27 de maio de 1995, quando durante uma competição Reeve caiu do cavalo e fraturou a coluna, ficando tetraplégico. Reeve morreu em 10 de outubro de 2004 de insuficiência cardíaca, decorrente de sua condição médica.

## Outras supostas vítimas

### Marlon Brando
Marlon Brando, que interpretou Jor-El em "Superman, o Filme", em 1978, é citado como uma das vítimas da maldição por causa de suas tragédias pessoais, como: seu filho Christian Brando atirou no namorado da meia-irmã, Cheyenne Brando em 1990, o que fez com que ele ficasse preso por dez anos; sua filha cometeu suicídio em 1995; posteriormente, Brando se isolou do convívio social. Ele morreu em julho de 2004, três meses antes da morte de Christopher Reeve. Brando retornou como Jor-El, de forma póstuma, em Superman: O Retorno.

### Margot Kidder
Margot Kidder, que interpretou Lois Lane nos quatro filmes do Superman estrelados por Christopher Reeve, tinha transtorno bipolar. Em abril de 1996, ela ficou desaparecida por vários dias e foi encontrada pela polícia em um estado paranóico e delirante. Kidder rejeitava a ideia da Maldição do Superman, se referindo a isso como "matéria barata para vender jornais" Kidder se suicidou com overdose de álcool e drogas em 13 de Maio de 2018, em Livingston, Montana.

### Richard Pryor
O comediante Richard Pryor, que era viciado em drogas e havia tentado cometer suicídio, atuou como o atrapalhado gênio tecnológico Gus Gorman em Superman III, que no clímax ajuda Superman a deter o vilão Max Weber. Três anos mais tarde, Pryor anunciou que foi diagnosticado com esclerose múltipla. Ele morreu de parada cardíaca em 10 de dezembro de 2005,  aos 65 anos de idade.

### Dana Reeve
A maldição foi mencionado como sendo a possível causa da atriz Dana Reeve (a viúva do ator Christopher Reeve) que, apesar não ser fumante, morreu de câncer de pulmão em 2006, aos 44 anos de idade.

### Jerry Siegel e Joe Shuster
Jerry Siegel e Joe Shuster, que criaram o  Superman, venderam os direitos do personagem para a DC Comics por uma quantia pequena de dinheiro, diferente da quantidade de dinheiro que o personagem tem gerado ao longo das décadas. Apesar de repetidos esforços durante o restante de suas vidas para recuperar os direitos do Superman, e uma participação nos lucros imensos que o personagem trazia para a DC Comics, os direitos autorais que a DC tinha do personagem foram renovados. Na década de 1950, Shuster teve um agravamento em seu problema de visão que o impediu de desenhar, e trabalhou como entregador a fim de obter um sustento. Jerry Robinson afirmou que Shuster tinha entregue um pacote no prédio da DC, o que fez os funcionários ficarem embaraçados com a situação. O Diretor Executivo da DC na época o havia chamado, lhe dado cem dólares, e disse para comprar um casaco novo e encontrar outro emprego. Por volta de 1976, Shuster era quase cego e estava vivendo em lar idosos na Califórnia. Em 1975, Siegel lançou uma campanha publicitária, na qual Shuster participou, em protesto contra DC Comics pelo tratamento que os dois haviam recebido da editora. Frente à grande publicidade negativa pela forma como a DC estava lidando com o caso e a com o filme do Superman se aproximando, a Warner Communications concedeu aos dois uma pensão vitalícia de $20.000 por ano, juntamente com tratamentos médicos. A primeira edição a ter "Superman criado por Jerry Siegel e Joe Shuster" foi em Superman #302 (agosto de 1976 nos Estados Unidos). Siegel morreu em 1996 e Shuster em 1992.

### Max e Dave Fleischer
Os irmãos Max Fleischer e Dave Fleischer, da Fleischer Studios e que produziram a série animada do Superman, começaram a brigar um com o outro e seu estúdio sofreu um desastre financeiro. Após a venda da Paramount Studios, os novos proprietários demitiram os dois irmãos. Um deles morreu na pobreza.

### Kate Bosworth
Kate Bosworth interpretou Lois Lane em Superman: O Retorno. Embora ela não sofreu agressões físicas, acidentes ou doenças, seu relacionamento romântico com Orlando Bloom acabou em 2006, e ela culpou a Maldição do Superman por isso.

### A Equipe do DVD deSuperman: O Retorno
A maldição foi mencionada como tendo sido a causa de incidentes com três pessoas envolvidas na criação do DVD de Superman: O Retorno. Um deles caiu de uma escada, o outro foi assaltado e agredido fisicamente, e um terceiro bateu em uma janela de vidro. O diretor Bryan Singer comentou: "Minha equipe de DVD absorveu a maldição por nós."

### Allison Mack
Allison Mack, que interpretou Chloe Sullivan na série Smallville, foi acusada de tráfico de sexo forçado e trabalho forçado, o que a levou a ser presa em abril de 2018 sobre essas acusações. Um artigo da Fox News afirmou que este acontecimento pode estar relacionado com a maldição.

## Intérpretes do Superman que não foram vítimas
Abaixo estão os atores que interpretaram o Superman, mas que não são colocados como tendo sido vítimas da maldição.

### Dean Cain
Dean Cain ganhou popularidade durante a década 1990 por seu papel de Superman/Clark Kent em Lois & Clark: As Novas Aventuras do Superman. Apesar de não ter tido um papel de destaque tão grande quanto o de Superman, Cain teve vários papeis em séries como Frasier e Lei & Ordem, assim como em telefilmes e filmes. Ele também fez participações em outras séries baseadas no Superman: na sétima temporada de Smallville como o vilão Dr. Curtis Knox, e um papel recorrente em Supergirl, como o pai adotivo da personagem, Jeremiah Danvers. Cain também costuma fazer participações recorrentes no programa Lowder with Crowder de Steven Crowder comentando sobre assuntos políticos.Em relação a Cain ainda não ter encontrado um papel tão grande quanto o de Superman, o correspondente da ABC News Buck Lobo comentou que "(Cain) ainda tem de encontrar o papel certo."

### Brandon Routh
O ator Brandon Routh, que interpretou o Superman no filme de 2006 Superman: Retorno, descarta a noção de que a maldição exista de fato. Ele afirmou que o que ocorre a uma pessoa ou um conjunto de pessoas não irá necessariamente acontecer para todos os outros, e que ele não iria viver sua vida com medo. Apesar de Routh não ter tido um papel de destaque no cinema tão grande quanto Superman, o ator conseguiu se destacar na televisão interpretando o personagem Ray Palmer (o Átomo) tendo começado com participações recorrentes na 3ª temporada de Arrow, uma participação especial em Flash , e por fim integrando o elenco principal de Legends of Tomorrow. Ocasionalmente, seu papel como o Superman é referenciado no Arrowverse).

### Bob Holiday
Bob Férias interpretou o Superman no musical da Broadway da década de 1960. Ele se referiu à ideia de maldição como algo tolo e afirmou que apenas coisas boas aconteceram com ele por interpretar o Superman.

### Henry Cavill
Henry Cavill, que é o Superman do Universo Estendido da DC, disse que não acredita que existe uma maldição e que os acidentes foram apenas questão de má sorte. Cavill também se encontra em uma situação melhor em comparação com os seus antecessores no que diz respeito à associação com o personagem. Antes de interpretar o Superman, Cavill já tinha atuado em outros filmes, a maior parte deles como coadjuvante, além de ter tido um papel de destaque em The Tudors. Após sua estreia como Superman, Cavill teve mais papeis de destaque, como o de Napoleon Solo em O Agente da U.N.C.L.E. e de August Walker em Missão ImpossÍvel: Efeito Fallout. Cavill também montou sua própria empresa produção de filmes junto com um de seus irmãos e com um amigo.